# Zygmunt Turkow
Zygmunt Turkow (hebr. ‏זיגמונט טורקאָוו‎; ur. 6 listopada 1896 w Warszawie, zm. 20 stycznia 1970 w Izraelu) – polski aktor, reżyser, dramaturg i inscenizator żydowskiego pochodzenia, który zasłynął głównie z ról w przedwojennych żydowskich filmach i sztukach teatralnych w języku jidysz.

## Życiorys
Urodził się w Warszawie w rodzinie żydowskiej, jako syn działacza społecznego i filantropa Naftaliego Hersza Turkowa (zm. 1940). Jego braćmi byli: aktor Jonas Turkow (1892–1982), pisarz Icchak Turkow i dziennikarz Marek Turkow. Studiował w polskich szkołach dramatycznych; przez krótki czas grał na polskiej scenie. Następnie występował w warszawskim teatrze żydowskim Abrahama Izaaka Kamińskiego (1867–1918). W 1921 założył teatr Centralny. Na jego bazie utworzył następnie Warszawski Żydowski Teatr Artystyczny (WIKT; jid. Warszewer Jidiszer Kunst Teater). Wraz z zespołem tych dwóch teatrów przygotował szereg nowoczesnych inscenizacji utworów z klasyki europejskiej i jidysz, m.in. Skąpca Moliera, Rewizora Nikołaja Gogola, Pobór Mendele Mojchera Sforima, Obaj Kuni Lemlowie Abrahama Goldfadena, Siedmiu powieszonych Leonida Andriejewa i Grzeszny pan Czu Jeana Berstela. Wszystkie zagraniczne sztuki były tłumaczone na język jidysz. Teatr upadł, ale w 1926 został reaktywowany. Ten etap w swojej ewolucji twórczej (pierwsza i druga formacja WIKT) Zygmunt Turkow nazywał teatrem europejskim w języku jidysz. 
W latach 1929–1938 współpracował z różnymi trupami aktorskimi. Występował m.in. w Polsce, Rumunii i na Łotwie. W 1938 we Lwowie reaktywował w nowym składzie Warszawski Żydowski Teatr Artystyczny, z którym dawał występy w licznych miastach Polski. W repertuarze, obok wznowień znalazły się taki przedstawienia, jak: Uncle Moses Szaloma Asza, Błądzące gwiazdy Szolema Alejchema oraz Śpiewacy brodzcy, Szulamis i Bar Kochba Abrahama Goldfadena. Ostatnie przedstawienie teatr wystawił 5 września 1939 w budynku Nowości w Warszawie, kiedy to zniszczyła go bomba. Następnie trafił do garażu na Dynasach, gdzie był bity i poniżany. 
W 1939 wraz z drugą żoną opuścił Polskę, a w 1940 wyjechał do Brazylii, gdzie był współzałożycielem brazylijskiego teatru narodowego. W 1952 przeprowadził się do Izraela. W 1956 założył teatr objazdowy Zuta, w którym pełnił funkcję kierownika i reżysera aż do jego rozwiązania w 1967. Zmarł w Izraelu i tam został pochowany. 

## Życie prywatne
Był pierwszym mężem Idy Kamińskiej (para rozstała się w 1932), z którą miał córkę Ruth (1919−2005).

## Kariera
| Aktor filmowy - 1937: Błazen purymowy – jako Gecel - 1937: Ślubowanie – jako prorok Eliasz - 1937: Weseli biedacy - 1924: Ślubowanie – jako prorok Eliasz, rabin i obłąkany | Reżyser filmowy - 1937: Ślubowanie - 1924: Ślubowanie |

## Inna informacja
W marcu 1931 „Gazeta Lwowska” doniosła, iż żydowski aktor Zygmunt Turkow popełnił samobójstwo w garderobie, tuż przed występem gościnnym w Przemyślu.